# Emir Can İğrek

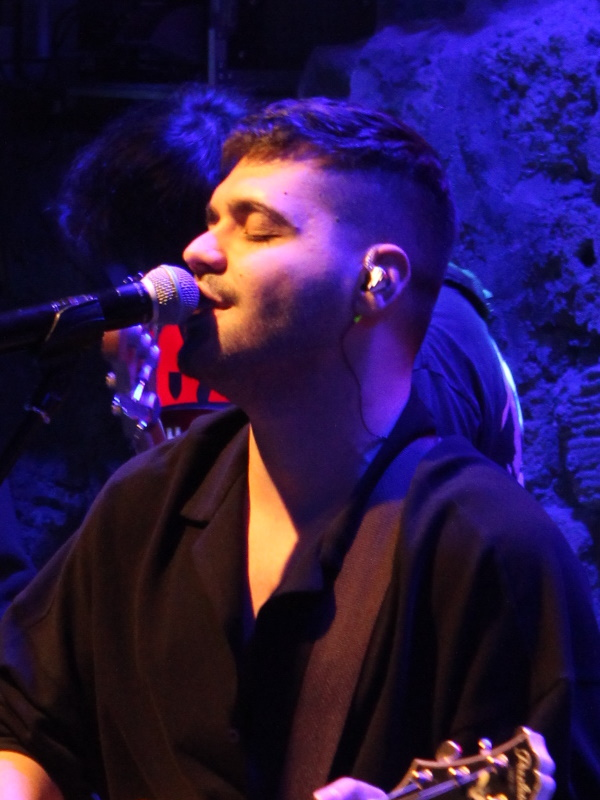
Emir Can İğrek (26. November 2021)

Emir Can İğrek (* 2. April 1993 in Çerkezköy) ist ein türkischer Musiker.

## Karriere
Seine Musikkarriere begann Ende 2015 mit der Veröffentlichung des Songs Müzik Kutusu. Drei Jahre später erschien sein erstes Album Ağır Roman. Seitdem hat Emir Can İğrek eine Reihe von erfolgreichen Singles auf den Markt gebracht. Der Durchbruch gelang ihm im Jahr 2019 mit dem Song Nalan. Mit der Sängerin Zeynep Bastık entstand die Kollaboration Dargın, die ebenfalls ein Erfolg wurde. Des Weiteren hat er für bekannte türkische Musiker wie Funda Arar oder Ferhat Göçer Songs geschrieben.

## Diskografie

### Alben
- 2018: Ağır Roman
- 2023: Parti İptal

### Livealben
- 2023: Volkswagen Arena 2023 Live

### EPs
- 2020: Sapa

### Singles
| - 2015: Müzik Kutusu - 2017: Gönül Davası - 2017: Beyaz - 2018: Anla (mit Sehabe) - 2018: Aç Bağrını - 2018: Ağır Roman - 2018: Beyaz Skandalım - 2018: Yangınlı Şiir - 2019: Defoluyorum - 2019: Gömleğimin Cebi - 2019: Yerin Altındayım (mit Kurtalan Ekspres) - 2019: Dönsen Bile - 2019: Nevale - 2019: Nalan - 2019: Silahım Yok - 2020: Sapa - 2020: Meydan - 2020: Darbe (mit Patron) - 2020: Saman Sarısı - 2020: Dargın (mit Zeynep Bastık) - 2020: Akşamcı - 2020: Tenha - 2021: Bıraktım Şaşırmayı - 2021: Zemin | - 2021: Memur - 2021: Çiftetelli - 2021: Kor - 2021: İntihaşk - 2022: Gurbete Kaçacağım - 2022: Felfena - 2022: Bana Unutmayı Anlat (mit Cem Adrian) - 2022: Kafa Tatili - 2022: Facia - 2022: Beyoğlu - 2022: Dayanamam - 2023: Çağır - 2023: Ali Cabbar - 2023: Boşuna Nefes Tüketme - 2024: Rün (mit Saian) - 2024: Bir Karanfil - 2024: Tırnağın Kırılmasın - 2024: Mutlu Yıllar - 2024: Sevdam Ağlıyor - 2024: Bir Gün Ölürsem - 2025: Seni Sevmek Yok Mu - 2025: Elmas - 2025: Zorla (Galatasaray Marşı) - 2025: Ruj (Hintergrundstimme: Gülşen) |